# 鄭貞德
鄭貞德（1938年10月20日—1993年1月13日），中華民國政治人物、前台北縣議員、台灣省議員、台北縣新店市第3、4屆市長。

## 生平
鄭貞德出生於台北縣，高商畢業後，適值國民政府播遷來臺建軍備戰，鄭貞德胸懷大志從戎報國，投入空軍機械學校，畢業服役期滿返鄉。即蒙鄉親推荐，競選台北縣第六屆議員，以最高票當選。期後連選連任第七屆議員。1970年加入中國國民黨，先後接受戰地政務訓練班、後備軍人幹訓班及革命實踐研究院省市議員講習班研習。1972年當選第五屆省議員，1981年當選第七屆省議員，1986年當選新店市市長。
曾任國際獅子會中華民國總會主席、臺灣省都市計畫委員、新店國際獅子會會長、新店後備軍人輔導中心主任、台北縣義警大隊大隊長、臺灣省第11屆縣轄市長聯誼會會長、合環建設公司董事長、中華民國龍舟協會理事長等職均卓著績效。尤以推行龍舟活動，不僅在國內蓬勃發展，在國際間也盛名遠播，新店市龍舟隊曾應邀參加美國愛荷華州國際龍舟錦標賽，並以龍舟二艘贈與荷蘭丹伯斯市，該市特將每年五月十五日明訂為中華民國台灣日，不僅贏得了榮譽，也贏得了友誼。由於新店市先後與美國威斯康辛州明尼托瓦克市、科羅拉多州麥嶺市、紐澤西州霍威爾市、比利時王國林堡省通厄倫市、金門縣烈嶼鄉、澎湖縣馬公市等替結為姊妹市。使得鄭貞德在市長任內有「龍舟之父」與「外交市長」之美譽。
1993年1月13日，鄭貞德於台北縣新店市第4屆市長任內逝世，享壽54歲。

## 選舉紀錄
| 年度 | 選舉屆數                 | 選舉區       | 所屬政黨   | 得票數 | 得票率 | 當選標記 | 備註 |
| ---- | ------------------------ | ------------ | ---------- | ------ | ------ | -------- | ---- |
| 1964 | 第六屆臺北縣議員選舉     | 第八選舉區   | 無黨籍     |        |        |          |      |
| 1968 | 第七屆臺北縣議員選舉     | 第八選舉區   | 無黨籍     |        |        |          |      |
| 1972 | 第五屆臺灣省議員選舉     | 臺北縣選舉區 | 中國國民黨 | 44,009 | 10.64% |          |      |
| 1977 | 第六屆臺灣省議員選舉     | 臺北縣選舉區 | 中國國民黨 |        |        |          |      |
| 1981 | 第七屆臺灣省議員選舉     | 臺北縣選舉區 | 中國國民黨 | 83,774 | 10.46% |          |      |
| 1986 | 第三屆臺北縣新店市長選舉 | 臺北縣新店市 | 中國國民黨 |        |        |          |      |
| 1990 | 第四屆臺北縣新店市長選舉 | 臺北縣新店市 | 中國國民黨 |        |        |          |      |